# EADS 탤러리온

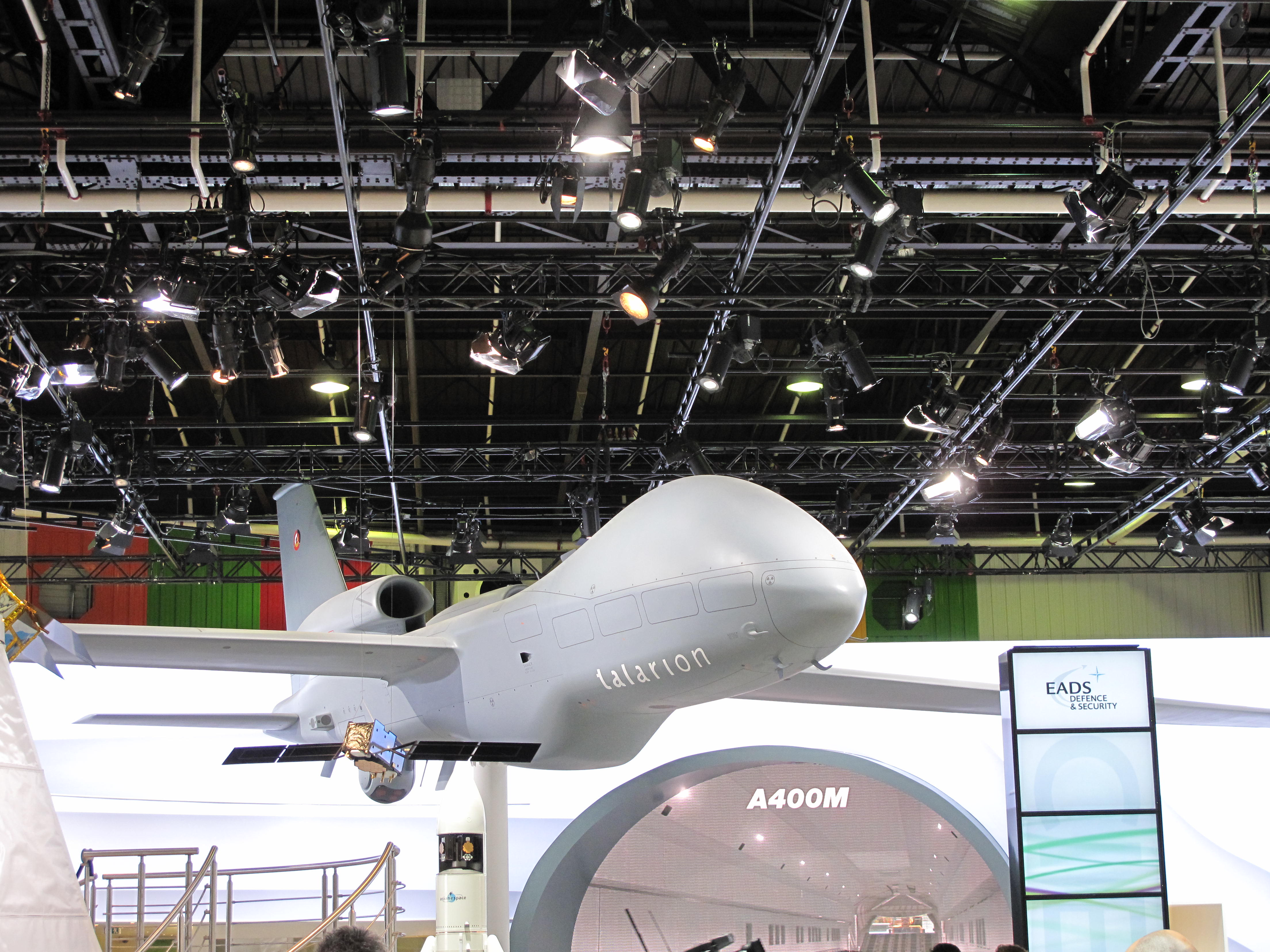
파리 에어쇼 2009에 전시된 탤러이온 모형

EADS 탤러리온은 유럽의 EADS가 개발중인 글로벌 호크, 즉 장기체공 고고도 무인정찰기이다. 2014년 초도비행, 2017년 실전배치, 단가는 2억유로(2천억원)으로 계획하고 있다.
2011년 터키의 TAI가 EADS Cassidian과 탤러리온 공동개발에 대한 MOU를 체결했다. 터키의 TAI는 이스라엘의 IAI, 한국의 KAI와 유사한 기업이다. 2010년 터키판 프레데터인 TAI 안카를 초도비행했다.

## 같이 보기
- 정찰기
- UAV
- U-2: 미국 록히드 마틴의 고고도 유인 정찰기
- EL/M-2055: 이스라엘 정찰용 UAV에 탑재되는 SAR

유사 항공기
- IAI 이단: 이스라엘의 HALE UAV
- 글로벌 호크
- 성층권 비행선